# Shanquan
Shanquan (kinesiska: 山泉, 山泉镇) är en köping i Kina. Den ligger i provinsen Heilongjiang, i den nordöstra delen av landet, omkring 330 kilometer nordväst om provinshuvudstaden Harbin. Antalet invånare är 54 928. Befolkningen består av 26 666 kvinnor och 28 262 män. Barn under 15 år utgör 16,0 %, vuxna 15-64 år 76 %, och äldre över 65 år 6,0 %.
Genomsnittlig årsnederbörd är 776 millimeter. Den regnigaste månaden är juli, med i genomsnitt 264 mm nederbörd, och den torraste är januari, med 6 mm nederbörd.